# Подорож до моря
«По́дорож до мо́ря» — цикл віршів Лесі Українки.
Цикл складається з віршів: 
«Прощай, Волинь! прощай, рідний куточок!»,
«Далі, все далі! он латані ниви…»,
«Красо України, Подолля!»,
«Сонечко встало, прокинулось ясне…»,
«Великеє місто. Будинки високі…»,
«Далі, далі від душного міста!»,
«Ой високо сонце в яснім небі стало…»,
«Вже сонечко в море сіда…»,
«Кінець подорожі…».
Вперше цикл надруковано у збірці «На крилах пісень», 1893, стор. 49 — 56. Автограф — ІЛІШ, ф. 2, № 747, стор. 31 — 43.
Готуюче видання 1904 p., Леся Українка відредагувала цикл, зробила кілька скорочень. Датується 1888 р. за автографом.